# Miszek (Stare Rybitwy)
Miszek – część wsi Stare Rybitwy w Polsce, położona w województwie kujawsko-pomorskim, w powiecie lipnowskim, w gminie Bobrowniki.
W latach 1975–1998 Miszek należał administracyjnie do województwa włocławskiego.